# آیوتوو
آیوتوو (انگلیسی: Ayutovo) یک شهرک در شهرستان زیانچورینسکی استان باشقیرستان کشور روسیه است.